# Ischaemum nairii
Ischaemum nairii är en gräsart som beskrevs av Velukutty Jayachandran Nair och Puthenpurayil Viswanathan Sreekumar. Ischaemum nairii ingår i släktet Ischaemum och familjen gräs. Inga underarter finns listade i Catalogue of Life.